# Vento térmico

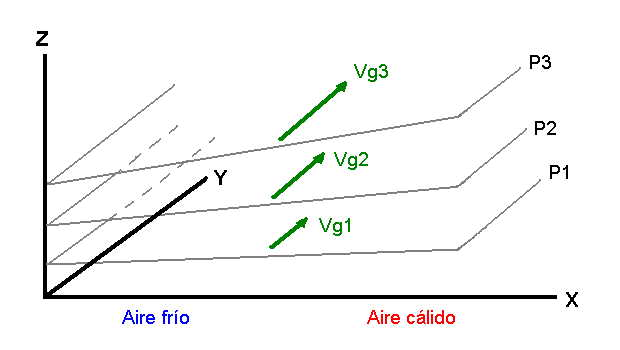
Se houver diferenças de temperatura entre duas massas de ar, o vento geostrófico varia de altitude. Pode-se supor que o vento geostrófico de altura (Vg2 e VG3) é a soma do vento geostrófico inferior (Vg1) com o "vento térmico".

Vento térmico não é um vento real, mas sim um conceito prático usado em meteorologia para calcular a variação do vento entre dois níveis relativos à estrutura térmica da massa de ar. Quando existem diferenças de temperatura horizontal (atmosfera baroclinia), o vento geostrófico varia de acordo com a altura. Podemos portanto considerar que o vento geostrófico em altura é a soma do vento geostrófico na base acrescido de um termo designado de vento térmico. O vento térmico é paralelo às linhas isotérmicas. No hemisfério norte o ar frio é move-se para a esquerda enquanto que o quente situa a direita. Já no hemisfério sul esta dinâmica revela-se o oposto.